# L'ultimo saluto del Colleoni alla figlia Medea
L'ultimo saluto del Colleoni alla figlia Medea è un dipinto olio su tela con soggetto profano realizzato da Ponziano Loverini nel 1871, per molti anni considerato perduto, era invece conservato presso il Castello di Thiene fin dall'anno della sua realizzazione. Il dipinto è firmato e datato: Loverini Ponziano Gandino 1871, la particolarità di inserire il cognome prima del nome e il luogo di nascita è da ritenersi proprio una testimonianza dell'esecuzione in età giovanile.

## Storia
Il dipinto fu realizzato dal Loverini ed è considerato una della migliori opera del suo periodo giovanile. Fu realizzato per partecipare al concorso dell'esposizione Artistica dell'Accademia Carrara del 1871 e successivamente esposto alla Biennale di Bergamo. Venne quindi acquistato da un discendente della famiglia Colleoni, il conte di Solza Guardino Colleoni Porto per la cifra di 850 lire. Del dipinto il Loverini ne aveva preparato un bozzetto conservato in collezione privata.

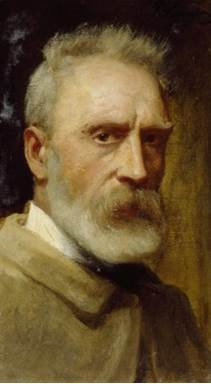
Autoritratto di Ponziano Loverini

Il conte lo fece esporre all'Esposizione Permenante di Milano riportandolo poi a Bergamo dove venne posto nei locali del Luogo Pio Colleoni dove poteva esser visto e ammirato da tutti ma con l'espressa richiesta che nessuno potesse copiarlo: ‘venisse copiato da chicchessia’. Fu poi collocato nel castello di Thiene dove venne appeso nel salottino azzurro al primo piano del palazzo e da dove fu spostato solo nella primavera del 2019 in occasione del noventesimo della morte dell'artista a Bergamo all'Accademia Carrara e a Gandino paese di nascita dell'autore nel Museo della basilica di Gandino alla mostra intitolata "Loverini profano ritrovato, 1929-2019 nel novantesimo della morte”.
Il quadro che era ritenuto perduto, in realtà era conservato nella località destinata dal suo acquirente già dall'anno di realizzazione. Fu il direttore del museo gandinese, Francesco Rizzoni, che trovatosi a visitare il palazzo di Thiene, individuò la firma dell'artista sull'opera. Le ricerche cartografiche con gli atti di acquisto autografati dai due soggetti confermarono l'autenticità del dipinto.

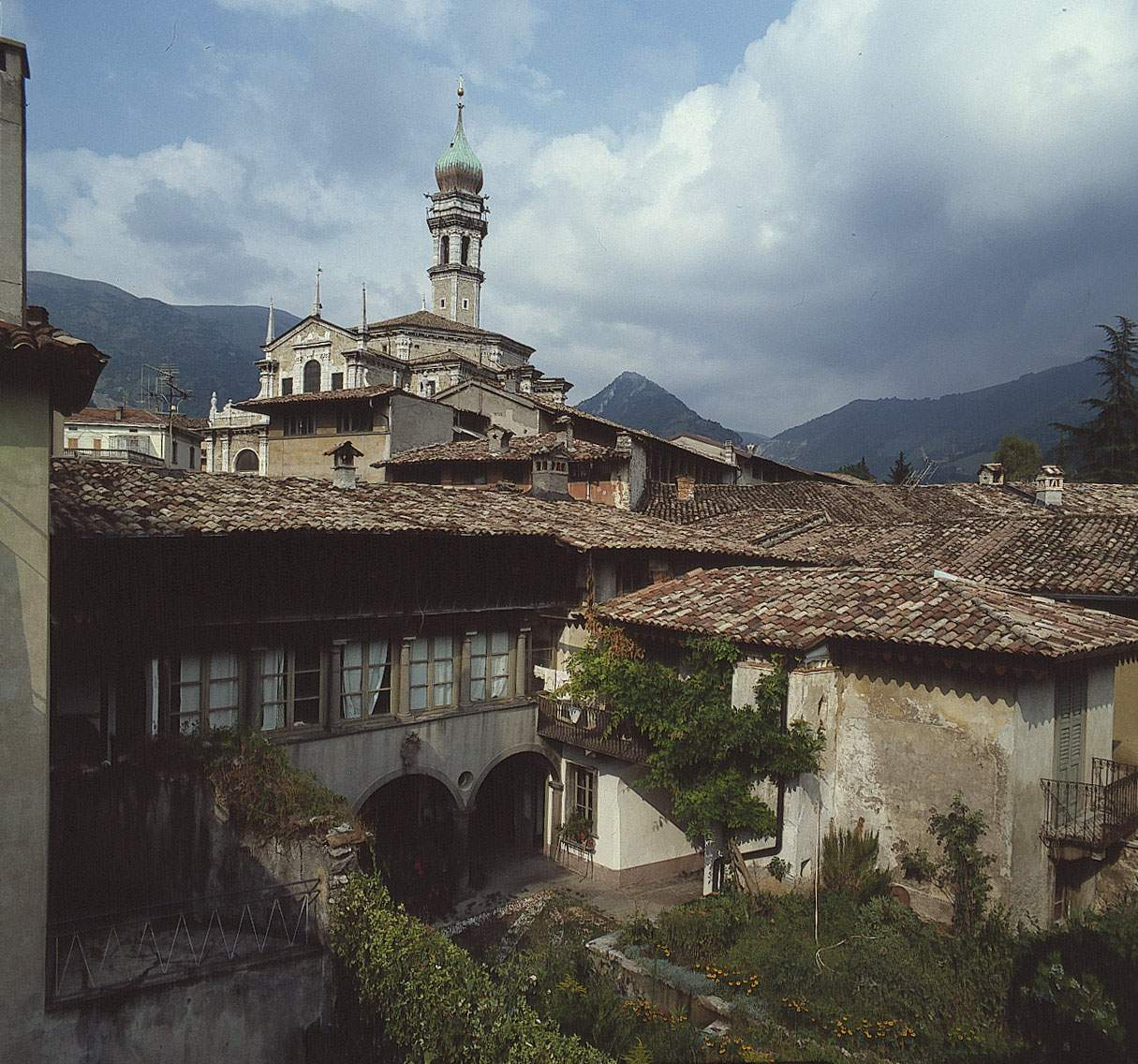
Casa natale gandinese di Loverini accanto al Museo della basilica di Gandino

## Descrizione e stile
Il dipinto, di grandi dimensioni, conserva la firma e la data in basso a destra: “Ponziano Loverini faceva 1871”. Impostato sulla diagonale verticale centrale con l'immagine del condottiero e orizzontale centrale con il feretro che sostiene Medea, raffigura una scena particolarmente intima e dolorosa della vita del condottiero Bartolomeo Colleoni, la morte della figlia prediletta: Medea. L'ambiente è silenzioso, di raccoglimento. I protagonisti compiono gesti con calma, quella calma che è espressione di dolore, illuminati da un debole lume centrale alla stanza, unico segno di speranza. La giovanissima salma è posta su di un luminoso catafalco dove troneggia centrale il blasone del condottiero. La giovane morì forse per infezione polmonare il 6 marzo 1470nel suo quindicesimo anno di vita. Le sta accanto il Colleoni, raffigurato nelle sembianze di un vecchio sconsolato nell'atto doloroso di sollevare il velo che copre la defunta. Tre figure femminili presenziano la scena, una è genuflessa a fianco del condottiero mentre due sono a lato, entrambe indossano abiti ricchi degni del loro rango, probabilmente tre delle sette sorelle di Medea. Una finestra socchiusa con i vetri istoriati riempie la parte sinistra della scena e ai piedi di questa un giullare tiene un uccellino e una gabbia aperta, sembra infatti che la giovane avesse un uccellino come compagno di giochi, e che questo morì il medesimo giorno, il padre volle che fosse imbalsamato e posto nella tomba con la figlia.

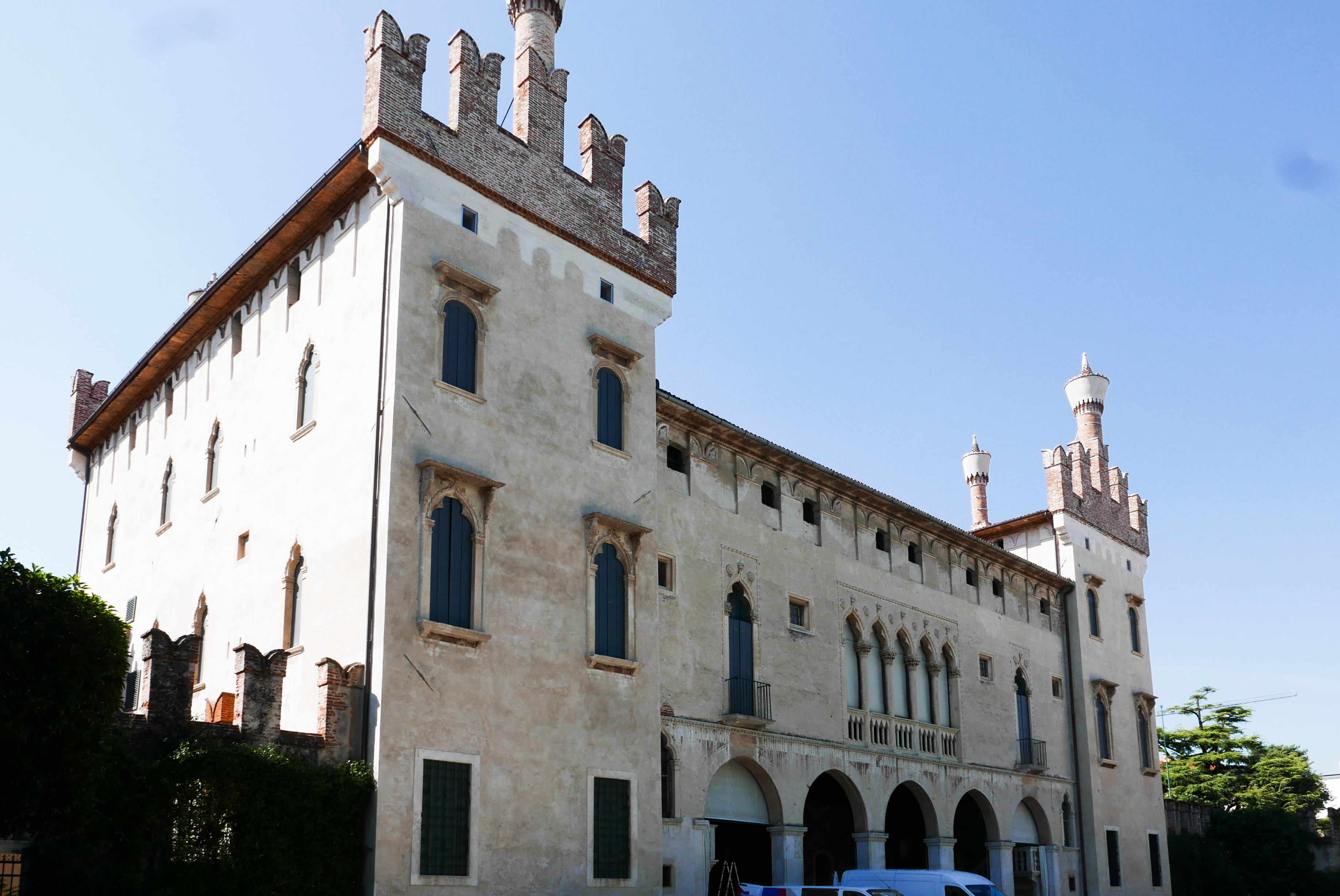
Castello di Thiene

Sul pavimento vi sono dipinte rose recise, segno della gioventù di Medea che è sfiorita nell'arco di breve tempo. Sul lato destro è raffigurato un anziano canuto prelato posto su di un inginocchiatoio nell'atto di leggere le letture bibliche, era infatti uso avere un religioso nelle abitazioni dei nobili a cura delle anime dei suoi abitanti. Accanto a lui un altare ligneo, parrebbe la copia del polittico conservato all'Accademia Carrara, anche se dipinto in misure maggiori, opera di Paolo di Giovanni Fei del XIV secolo, raffigurante le Nozze mistiche di Santa Caterina d'Alessandria. Non era questa una novità per il Loverini, aveva già nel dipinto la Visita di Milto a Galileo copiando l'affresco originariamente del convento di San Francesco di Bergamo e conservato dopo lo strappo, sempre in Accademia che Loverini aveva diretto per più di trent'anni.
Il quadro si presenta leggermente rovinato, esigente di restauro.